# Se Wsi Testamenti

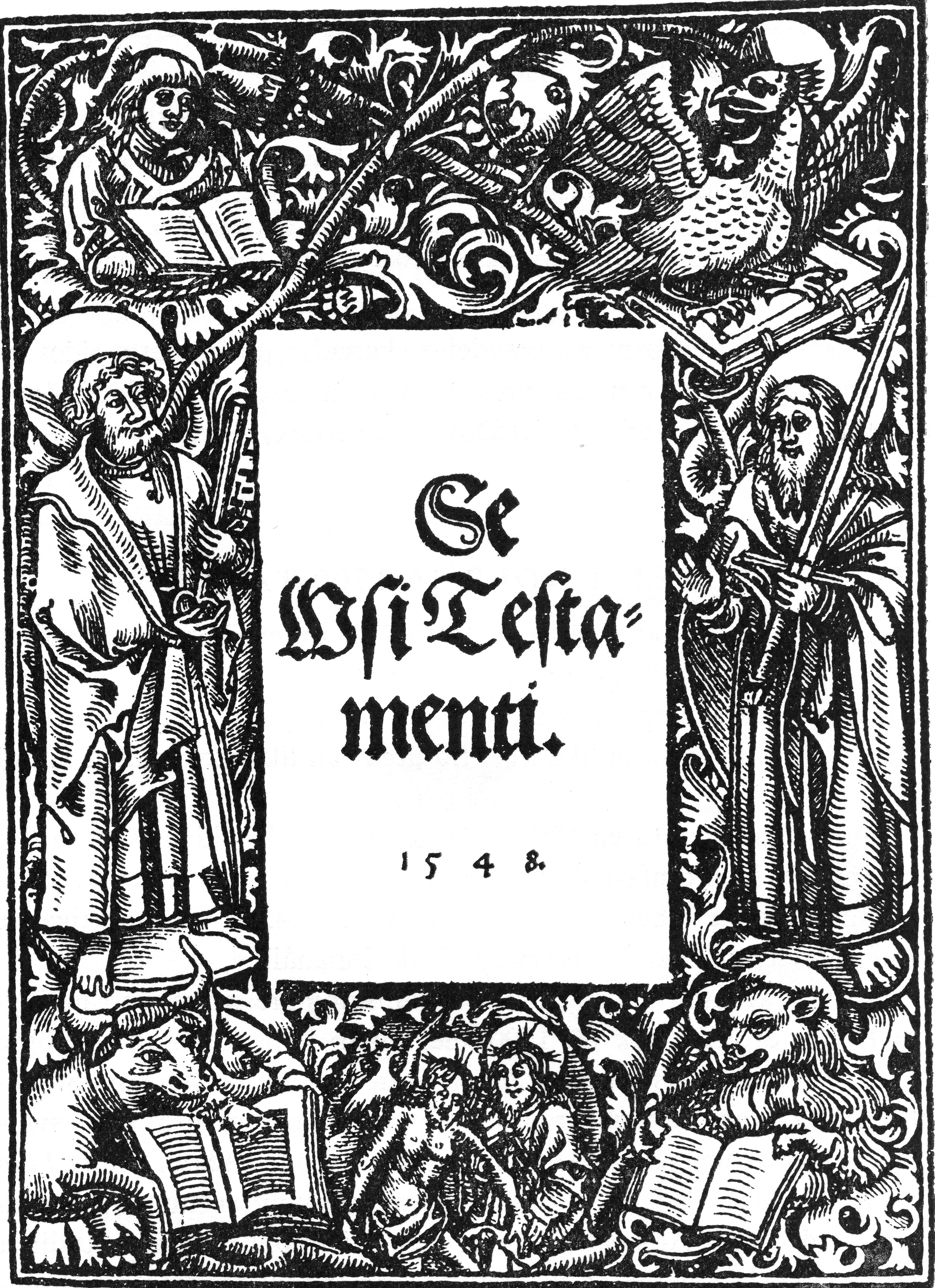
Couverture du Se Wsi Testamenti.

Se Wsi Testamenti (en finnois : Uusi testamentti) est la première traduction du Nouveau Testament en finnois, par Mikael Agricola, évêque de Turku. Généralement considéré comme sa principale œuvre, le manuscrit fut complété en 1543, mais fut corrigé pendant cinq autres années. Le travail prit au total onze ans. Cette œuvre, imprimée à Stockholm en 1548, se basait principalement sur le dialecte de Turku.
Testamenti contient 718 pages et plusieurs images. Il possède deux préfaces, pratique et théologique. Sur la préface pratique, Agricola donne des raisons d'utiliser le dialecte de Turku et explique comment le Christianisme est arrivé en Finlande. Sur la préface théologique, Agricola dit que sa traduction est basée sur la version originale grecque, une collection latine par Érasme de Rotterdam, une traduction allemande par Martin Luther, ainsi que la Bible suédoise par Olaus Petri.
Agricola explique aussi comment il a créé plusieurs néologismes et espère qu'ils seront utilisés (ce sont, pour certains, des animaux jamais vus en Finlande ; comme jalopeura ou « noble cerf » pour lion, maintenant appelé leijona, ou kamelikurki ou « crâne de chameau » pour autruche, maintenant appelé strutsi). Se (littéralement « ce ») dans le titre est un article défini (équivalent de « le » en français) qu'Agricola a essayé d'importer en finnois, mais qui ne s'est jamais vraiment imposé. Le finnois contemporain, comme toutes les langues ouraliennes, ne recourt pas aux articles.